# Scelidotherium
Scelidotherium es un género extinto de perezosos gigantes del Pleistoceno Inferior.
Las primeras descripciones fueron realizadas por Charles Darwin en Bahía Blanca, Argentina en su viaje del Beagle. Basado en el cráneo, vértebras y costillas Richard Owen  dedujo que fue un animal pesado, de marcha lenta. Poseía una cabeza relativamente pequeña y enormes garras.
Descubrimientos posteriores han logrado reconstruir por completo al animal y determinar su enorme tamaño, comparable con el de  Mylodon.